# Microdon laetus
Microdon laetus är en tvåvingeart som beskrevs av Friedrich Hermann Loew 1864. Microdon laetus ingår i släktet myrblomflugor, och familjen blomflugor. Inga underarter finns listade i Catalogue of Life.